# الغرزة (صعدة)
الغرزة هي إحدى قرى الجمهورية اليمنية. وهي تتبع جغرافيًا لمحافظة صعدة. وإداريًا لمديرية حيدان. يبلغ تعداد سكانها 1048 نسمة حسب الإحصاء الذي جرى عام 2004.